# 南街街道 (张掖市)
南街街道，是中华人民共和国甘肃省张掖市甘州区下辖的一个乡镇级行政单位。

## 行政区划
南街街道下辖以下地区：
南关社区、西来寺巷社区、佛城社区和泰安社区。